# Félicien Mallefille
Jean Pierre Félicien Mallefille (3. května 1813 – 24. listopadu 1868) byl francouzský spisovatel a dramatik.
Mallefille se narodil na Mauriciu. Napsal řadu dramat, včetně Glenarvona (1835), Les sept enfants de Lara (1836), Le cœur et la dot (1852), Les sceptiques (1867), Psyche (1869), stejně jako dvou komedií a dvou románů Le collier (1845), La confession du Gaucho (1868). Jeho jednoaktová komedie Les deux veuves z roku 1860 později tvořila základ libreta k opeře Bedřicha Smetany Dvě vdovy.
Mallefille měl vztah s George Sandovou.